# Dunc McCallum
Duncan McCallum (né le 29 mars 1940 à Flin Flon, dans la province du Manitoba au Canada - mort le 30 mars 1983) est un joueur professionnel de hockey sur glace en Amérique du Nord,.

## Carrière en club
Il a commencé à jouer au hockey professionnellement en 1960 en jouant dans la Ligue internationale de hockey. Il passe dans différentes ligues (Western Hockey League et Ligue américaine de hockey notamment) avant de réellement faire ses débuts dans la Ligue nationale de hockey avec la première équipe des Penguins de Pittsburgh en 1967 (il joue tout de même en 1965-1966 deux matchs sous les couleurs des Rangers de New York). En 1967, lors de l'expansion de la LNH, les Penguins de Pittsburgh choisissent comme cinquième choix Larry Jeffrey mais finalement l'échangent aux Rangers de New York le 6 juin contre Paul Andrea, George Konik et McCallum
Il reste quelque temps dans la franchise des Penguins avant de retourner jouer dans la WHL puis dans l'Association mondiale de hockey (pour les Aeros de Houston puis les Cougars de Chicago).
Il manque toute la saison 1973-1974 à la suite d'une jambe cassée au cours d'un match d'exhibition.
Il met fin à sa carrière de joueur à la fin de la saison 1974-1975.

### Statistiques
| Saison     | Équipe                 | Ligue      |     | Saison régulière | Saison régulière | Saison régulière | Saison régulière | Saison régulière |   | Séries éliminatoires | Séries éliminatoires | Séries éliminatoires | Séries éliminatoires | Séries éliminatoires |
| Saison     | Équipe                 | Ligue      | PJ  | B                | A                | Pts              | Pun              | PJ               | B | A                    | Pts                  | Pun                  |                      |                      |
| 1960-1961  | Komets de Fort Wayne   | LIH        | 65  | 6                | 18               | 24               | 74               | 8                | 0 | 3                    | 3                    | 6                    |                      |                      |
| 1961-1962  | Totems de Seattle      | WHL        | 69  | 1                | 12               | 13               | 82               | 2                | 1 | 0                    | 1                    | 2                    |                      |                      |
| 1962-1963  | Wolves de Sudbury      | EPHL       | 62  | 5                | 20               | 25               | 153              | 8                | 1 | 2                    | 3                    | 8                    |                      |                      |
| 1963-1964  | Canucks de Vancouver   | WHL        | 62  | 6                | 13               | 19               | 78               |                  |   |                      |                      |                      |                      |                      |
| 1964-1965  | Canucks de Vancouver   | WHL        | 68  | 8                | 11               | 19               | 104              | 5                | 1 | 0                    | 1                    | 10                   |                      |                      |
| 1965-1966  | Canucks de Vancouver   | WHL        | 68  | 5                | 19               | 24               | 104              | 7                | 1 | 1                    | 2                    | 16                   |                      |                      |
| 1965-1966  | Rangers de New York    | LNH        | 2   | 0                | 0                | 0                | 2                |                  |   |                      |                      |                      |                      |                      |
| 1966-1967  | Knights d'Omaha        | LCPH       | 38  | 3                | 16               | 19               | 91               | 10               | 0 | 3                    | 3                    | 23                   |                      |                      |
| 1967-1968  | Clippers de Baltimore  | LAH        | 19  | 3                | 7                | 10               | 37               |                  |   |                      |                      |                      |                      |                      |
| 1967-1968  | Penguins de Pittsburgh | LNH        | 32  | 0                | 2                | 2                | 36               |                  |   |                      |                      |                      |                      |                      |
| 1968-1969  | Penguins de Pittsburgh | LNH        | 62  | 5                | 13               | 18               | 81               |                  |   |                      |                      |                      |                      |                      |
| 1969-1970  | Clippers de Baltimore  | LAH        | 4   | 2                | 0                | 2                | 6                |                  |   |                      |                      |                      |                      |                      |
| 1969-1970  | Penguins de Pittsburgh | LNH        | 14  | 0                | 0                | 0                | 16               | 10               | 1 | 2                    | 3                    | 12                   |                      |                      |
| 1970-1971  | Penguins de Pittsburgh | LNH        | 77  | 9                | 20               | 29               | 95               |                  |   |                      |                      |                      |                      |                      |
| 1971-1972  | Gulls de San Diego     | WHL        | 61  | 10               | 30               | 40               | 99               | 4                | 1 | 1                    | 2                    | 2                    |                      |                      |
| 1972-1973  | Aeros de Houston       | AMH        | 69  | 9                | 20               | 29               | 112              | 10               | 2 | 3                    | 5                    | 6                    |                      |                      |
| 1974-1975  | Cougars de Long Island | NLAH       | 10  | 1                | 6                | 7                | 30               |                  |   |                      |                      |                      |                      |                      |
| 1974-1975  | Cougars de Chicago     | AMH        | 31  | 0                | 10               | 10               | 24               |                  |   |                      |                      |                      |                      |                      |
| Totaux AMH | Totaux AMH             | Totaux AMH | 100 | 9                | 30               | 39               | 136              | 10               | 2 | 3                    | 5                    | 6                    |                      |                      |
| Totaux LNH | Totaux LNH             | Totaux LNH | 187 | 14               | 35               | 49               | 230              | 10               | 1 | 2                    | 3                    | 12                   |                      |                      |

## Carrière d'entraîneur
Après sa carrière de joueur, McCallum devient entraîneur dans la WHL pour les Wheat Kings de Brandon dès le début de la saison 1975-1976. Il reste en poste cinq saisons et accèdera une fois (en 1979) à la finale de la Coupe Memorial. Les Wheat Kings perdront la finale contre les Petes de Peterborough. L'équipe se hisse également en finale des séries de la WHL en 1976-1977 mais perdent 4 matchs à 1 contre les Bruins de New Westminster, futurs vainqueurs de la Coupe Memorial.
En hommage à la carrière de McCallum, chaque année, le Trophée Dunc McCallum est remis annuellement au meilleur entraîneur de l'année.